# Un capriccio di Caroline chérie
Un capriccio di Caroline chérie (Un caprice de Caroline chérie) è un film del 1952 diretto da Jean-Devaivre.

## Trama
Caroline, che è passata attraverso la rivoluzione senza troppi danni, è diventata la moglie del generale Gaston de Sallanches, capo della guarnigione di Como. Leggera e spensierata, ha notato il bel ballerino Livio. La città si ribella ai francesi ed il generale e la moglie trovano asilo presso una contessa italiana, alla quale Gastone fa la corte. Furiosa, Carolina fugge raggiungendo Livio, capo degl'insorti. Le truppe francesi riprendono in mano la situazione, catturando alcuni insorti ed il loro capo. Gastone recupera la sua Carolina e, constatando che ella non ha concesso nulla al suo rivale, lo grazia.